# Vincenzo Gianferrari
Vincenzo Gianferrari (Reggio nell'Emilia, 10 ottobre 1859 – Milano, 29 novembre 1939) è stato un direttore d'orchestra e compositore italiano.

## Biografia
Studia violino con G. Tebaldi e pianoforte, armonia e contrappunto con G. Mattioli, fuga e composizione con Alessandro Busi. Diplomatosi presso l'allora Liceo Musicale di Bologna nel 1885, ebbe una discreta carriera come direttore d'orchestra. Diresse società musicali e spettacoli lirici. Dal 1889 fu per dieci anni direttore della Scuola Musicale di Rovereto (una colta cittadina del Tirolo austriaco) ed ebbe tra gli allievi il giovane Riccardo Zandonai (1883-1944). Fu poi direttore del Liceo Musicale di Trento e della Società Filarmonica della stessa città.
Alla carriera di direttore d'orchestra e di didatta affiancò l'attività compositiva. Accanto alle liriche da camera, si ricordino i poemi sinfonici La marcia di Leonida e La notte dell'Innominato; Tre Preludi e un Quartetto in si bemolle edito da Ricordi. Per il teatro compose Trecce nere su libretto di Erminio Manzini. Si ricordano: la suite per piccola orchestra Il Dolore eseguita nei concerti della Filarmonica di Trento; Dieci cori a quattro voci dispari o per sole donne su testi di Carducci, Pascoli e D'Annunzio. Da ricordare ancora Festa Campestre e Notturno eseguiti a Milano nel 1934.